# Thelyphonus
Thelyphonus is een geslacht van zweepschorpioenen uit de familie Thelyphonidae.

## Kenmerken
Deze dieren hebben een taai, afgeplat bruin lichaam met sterke palpen en aan het achterlijf een gelede telson.

## Verspreiding en leefgebied
Dit geslacht komt voor in Zuidoost-Azië.

## Soorten
Het geslacht telt 31 soorten, waarvan 1 uitgestorven:
- Thelyphonus angustus (Lucas, 1835)
- Thelyphonus anthracinus (Pocock, 1894) — Maleisië
- Thelyphonus asperatus (Thorell, 1888) — Indonesië
- Thelyphonus billitonensis (Speijer, 1931) — Indonesië
- Thelyphonus borneensis (Kraepelin, 1897) — Borneo
- Thelyphonus burchardi (Kraepelin, 1911) — Indonesië
- Thelyphonus caudatus (Linnaeus, 1758) — Vietnam, Indonesië
- Thelyphonus celebensis (Kraepelin, 1897) — Indonesië
- Thelyphonus doriae (Thorell, 1888) — Maleisië
  - Thelyphonus doriae doriae (Thorell, 1888) — Maleisië
  - Thelyphonus doriae hosei (Pocock, 1894) — Sarawak
- Thelyphonus feuerborni (Werner, 1932) — Java
- Thelyphonus grandis (Speijer, 1931) — Borneo
- † Thelyphonus hadleyi (Pierce, 1945)
- Thelyphonus hansenii (Kraeplein, 1897) — Filipijnen
- Thelyphonus insulanus (L.Koch & Keyserling, 1885) — Fiji
- Thelyphonus kinabaluensis (Speijer, 1933) — Maleisië
- Thelyphonus klugii (Kraepelin, 1897) — Indonesië
- Thelyphonus kraepelini (Speijer, 1931) — Indonesië
- Thelyphonus lawrencei (Rowland, 1973) — Solomons
- Thelyphonus leucurus (Pocock, 1898) — Solomons
- Thelyphonus linganus (C.L.Koch, 1843) — Indonesië, Maleisië
- Thelyphonus lucanoides (Butler, 1872) — Indonesië, Sarawak
- Thelyphonus pococki (Tarnani, 1900) — Indonesië
- Thelyphonus schnehagenii (Kraepelin, 1897) — Myanmar
- Thelyphonus semperi (Kraepelin, 1897) — Filipijnen
- Thelyphonus sepiaris (Butler, 1873) — India, Sri Lanka
- Thelyphonus spinimanus (Lucas, 1835)
- Thelyphonus suckii (Kraepelin, 1897) — Indonesië
- Thelyphonus sumatranus (Kraepelin, 1897) — Indonesië
- Thelyphonus tarnanii (Pocock, 1894) — Sumatra
- Thelyphonus vancorti (Speijer, 1936) — Filipijnen
- Thelyphonus wayi (Pocock, 1900) — Cambodja